# 紐西蘭商工辦事處
紐西蘭商工辦事處（英語：New Zealand Commerce and Industry Office, Taipei），是新西蘭與中華民國斷交後派駐在臺灣的辦事處。台方對應機構為派在威靈頓的駐紐西蘭臺北經濟文化辦事處。

## 組織架構
現今主要單位為經濟及一般事務處（Economic and General Affairs Unit）、紐西蘭貿易發展中心（New Zealand Trade Development Centre）。

## 外部連結
- 官方网站 （页面存档备份，存于）